# Ampersandkromme

Ampersandcurve.

De ampersandcurve is een vlakke wiskundige kromme die twee takken heeft die lijken op een ampersand; vandaar de naam, bedacht door Cundy en Rowlett. De kromme heeft de volgende vergelijking in cartesiaanse coördinaten:
{\displaystyle (y^{2}-x^{2})(x-1)(2x-3)=4(x^{2}+y^{2}-2x)^{2}}
Het is een kromme met genus 0. De kromme snijdt zichzelf drie keer. De coördinaten van de snijpunten zijn {\displaystyle (0,0),(1,1)} en {\displaystyle (1,-1)}.
De kromme kan ook in termen van poolcoördinaten beschreven worden:
{\displaystyle r^{2}(2\cos {2\theta }+\cos {4\theta }+9)-r(37\cos {\theta }+5\cos {3\theta })+(22\cos {2\theta }+16)=0}
De oppervlakte van het gebied binnen de kromme is ongeveer gelijk aan 1,06656.

## Raaklijnen
De kromme bezit vier horizontale en twee verticale raaklijnen.
Horizontaal
De coördinaten van de raakpunten van de horizontale raaklijnen zijn:
{\displaystyle \left({\frac {1}{2}},\pm {\frac {1}{2}}{\sqrt {5}}\right)},
{\displaystyle \left({\frac {1}{120}}\left(159-{\sqrt {201}}\right),\pm {\frac {1}{40}}{\sqrt {1389+67{\sqrt {\frac {67}{3}}}}}\right)}
en
{\displaystyle \left({\frac {1}{120}}\left(159+{\sqrt {201}}\right),\pm {\frac {1}{40}}{\sqrt {1389-67{\sqrt {\frac {67}{3}}}}}\right)}
Verticaal
De coördinaten van de raakpunten van de verticale raaklijnen zijn:
{\displaystyle \left(-{\frac {1}{10}},{\frac {1}{10}}{\sqrt {23}}\right)} en {\displaystyle \left({\frac {3}{2}},\pm {\frac {1}{2}}{\sqrt {3}}\right)}